# Sanzhang
Sanzhang (kinesiska: 三樟, 三樟乡) är en socken i Kina. Den ligger i provinsen Hunan, i den södra delen av landet, omkring 91 kilometer söder om provinshuvudstaden Changsha. Antalet invånare är 16056. Befolkningen består av 7 984 kvinnor och 8 072 män. Barn under 15 år utgör 19,0 %, vuxna 15-64 år 68 %, och äldre över 65 år 11,0 %.
Genomsnittlig årsnederbörd är 1 770 millimeter. Den regnigaste månaden är maj, med i genomsnitt 314 mm nederbörd, och den torraste är oktober, med 35 mm nederbörd.